# Тату рукава
Тату рукава (або просто рукав) — велике тату, або колекція невеликих тату як правило однієї тематики та стилю, зазвичай рукав набивають від плеча до зап'ястя.

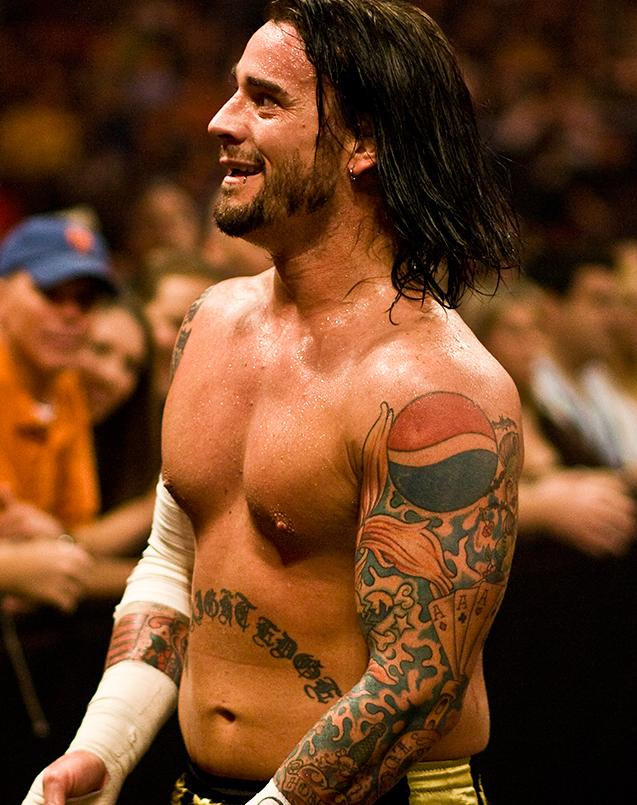
Тату рукава в професійного реслера CM Punk

Термін рукав пішов від подібності величини покриття рукава Светра чи іншого одягу з рукавом. Термін також іноді використовується в посилання на велике татуювання ноги, що охоплює ногу людини в аналогічний спосіб.
Також є ще такі підвиди тату як Пів-рукав, та Чверть рукава, це як правило тату від плеча до ліктя, але часто є і від зап'ястя до ліктя.
Чверть рукава це зазвичай тату від плеча до половини ліктя, такі тату не є повноцінними Тату рукавами